# ヴェリー・ベスト・オブ・ウィンガー
『ヴェリー・ベスト・オブ・ウィンガー』（原題：The Very Best of Winger）は、アメリカ合衆国のヘヴィメタル・バンド、ウィンガーが2001年に発表したベスト・アルバム。

## 解説
2001年録音の新曲「オン・ジ・インサイド」は、元々は3作目のアルバム『プル』（1993年）制作時に作られた未発表曲で、オリジナル・メンバーのキップ・ウィンガー、レブ・ビーチ、ロッド・モーゲンスタインと、1993年加入のジョン・ロスによりレコーディングされた。なお、2002年に行われた再結成ツアー（当時までの歴代メンバーの全5名が参加）のタイトルは、この曲にちなんでいる。「ヘル・トゥ・ペイ」は、アルバム『プル』に日本盤ボーナス・トラックとして追加された曲である。曲順に関しては、新曲「オン・ジ・インサイド」を冒頭に配し、以後はオリジナルのリリース順とは逆に、過去へ遡る構成となっている。
Stephen Thomas Erlewineはオールミュージックにおいて5点満点中4点を付け「彼らは必ずしも、自分達のジャンルの中で最高の存在でも、ジャンルを超えた存在でもなかったが、楽曲はなかなか魅力的で、レブ・ビーチという優れたギタリストを擁し、バンド内の化学反応は良好で、パワー・バラード作りにも長けていた」と評している。

## 収録曲
特記なき楽曲はキップ・ウィンガーとレブ・ビーチの共作。
1. オン・ジ・インサイド - "On the Inside" - 4:24
2. ブラインド・レヴォリューション・マッド - "Blind Revolution Mad" - 5:26
3. ダウン・インコグニート - "Down Incognito" - 3:48
4. スペル・アイム・アンダー - "Spell I'm Under" (Kip Winger) - 3:56
5. フーズ・ザ・ワン - "Who's the One" - 5:46
6. ジャンクヤード・ドッグ（ティアーズ・オン・ストーン） - "Junkyard Dog (Tears on Stone)" - 6:55
7. ヘル・トゥ・ペイ - "Hell to Pay" - 3:24
8. キャント・ゲット・イナフ - "Can't Get Enuff" - 4:24
9. アンダー・ワン・コンディション - "Under One Condition" - 4:30
10. イージー・カム・イージー・ゴー - "Easy Come Easy Go" (K. Winger) - 4:06
11. レインボウ・イン・ザ・ローズ - "Rainbow in the Rose" - 5:34
12. マイルズ・アウェイ - "Miles Away" (Paul Taylor) - 4:15
13. セヴンティーン - "Seventeen" (K. Winger, Reb Beach, Beau Hill) - 4:12
14. マダレイン - "Madalaine" - 3:47
15. ハングリー - "Hungry" - 4:01
16. ハートブレイク - "Headed for a Heartbreak" (K. Winger) - 5:14